# Christian Emde
Christian Emde  (Kunya: Abu Qatada arabisch أبو قتادة, DMG Abū Qatāda; * 1984 in Solingen, Deutschland; † Ende 2018 in Shafa, Syrien) war ein deutscher Islamist und gehörte zu den führenden deutschsprachigen Mitgliedern der Terrororganisation Islamischer Staat (IS).

## Werdegang
Emde konvertierte 2003 im Alter von 19 Jahren zum sunnitischen Islam. Er besuchte die mittlerweile geschlossene Moschee der Organisation Millatu Ibrahim in seiner Heimatstadt Solingen. 2011 wurde er während eines Aufenthalts in Großbritannien wegen des Besitzes von Bombenbauanleitungen verhaftet und zu 16 Monaten Haft verurteilt. Nach seiner Haftstrafe wurde er nach Deutschland abgeschoben und tauchte in Syrien unter, wo er sich der Terrororganisation Islamischer Staat anschloss.
Im Dezember 2014 gewährte Emde dem ehemaligen Bundestagsabgeordneten Jürgen Todenhöfer in Mossul ein Interview, das von RTL im Jahr darauf ausgestrahlt wurde. 2016 tauchten Dokumente auf, die Hinweise darauf gaben, dass Emde auch als Rekrutierer bzw. Bürge für in Syrien und dem Irak einreisende Terroristen fungierte.
Im Februar 2017 soll Emde versucht haben, seine Mutter um 20.000 Euro zugunsten des Islamischen Staates zu betrügen. Die deutsche Bundesanwaltschaft ermittelte gegen ihn wegen Mitgliedschaft in einer terroristischen Vereinigung. Während seines Aufenthalts im Herrschaftsgebiet des IS soll er mit mehreren syrischen Frauen verheiratet gewesen sein. Er wurde nach Aussage mehrerer anderer IS-Terroristen bei einem Drohnenangriff Ende 2018 in Syrien getötet.